# Freie-Partie-Europameisterschaft 1995

Logo CEB (ausrichtender Verband)

Veranstaltungsort: Wien

Die Freie-Partie-Europameisterschaft 1995 war das 26. Turnier in dieser Disziplin des Karambolagebillards und fand vom 19. bis zum 23. April 1995 in Wien statt. Es war die zweite Freie-Partie-Europameisterschaft in Österreich.

## Geschichte
Souverän verteidigte Martin Horn seinen EM-Titel in Wien. Knapper ging es bei den Platzierten zu. So brauchte der Zweitplatzierte Stephan Horvath drei Verlängerungen um Fonsy Grethen im Viertelfinale zu eliminieren. Den dritten Platz erspielte sich der Belgier Philippe Deraes. Den besten Generaldurchschnitt (GD) erzielte der Niederländer Piet Adrichem mit starken 250,20.

## Turniermodus
Es wurden zwei Qualifikationsrunden gespielt, in denen sich die besten sich acht Spieler für das Hauptturnier qualifizieren konnten. Die Partiedistanz betrug 250 Punkte. Im Hauptturnier kamen acht gesetzte Spieler dazu. Hier wurden vier Gruppen gebildet zu je vier Spielern. Aus jeder Gruppe qualifizierten sich die besten zwei Akteure für die KO-Runde. Die Partiedistanz betrug 400 Punkte. Bei einem Unentschieden in der KO-Runde wurde die Partie bis 40 Punkte verlängert. Endete die Verlängerung auch Unentschieden gab es eine zweite Verlängerung. Endete auch diese Unentschieden wurde eine Aufnahme bis 40 Punkte gespielt. Wer die meisten Punkte erzielte, hatte gewonnen. Das bis zur Entscheidung.
Bei MP-Gleichstand in der Endtabelle wurde in folgender Reihenfolge gewertet:
1. MP = Matchpunkte
2. GD = Generaldurchschnitt
3. HS = Höchstserie

## Qualifikation

### Vor-Qualifikation
| 1 | Lion de Leeuw  | 4:0 | 500 | 36 | 13,88 | 13,88 | 117 |
| 2 | Otto Hitzinger | 2:2 | 374 | 38 | 9,84  | 11,90 | 98  |
| 3 | Daniel Nielsen | 0:4 | 95  | 38 | 2,50  | –     | 11  |

| 1 | Xavier Carrer  | 3:1 | 500 | 5  | 100,00 | 125,00 | 228 |
| 2 | Josef Cervenka | 3:1 | 481 | 23 | 20,91  | 83,33  | 124 |
| 3 | Tejs Tafdrup   | 0:4 | 180 | 22 | 8,18   | –      | 75  |

| 1 | Ad Klijn    | 4:0 | 500 | 3  | 166,66 | 250,00 | 250 |
| 2 | Marek Faus  | 2:2 | 267 | 10 | 26,70  | 31,25  | 174 |
| 3 | Ernst Kubak | 0:4 | 19  | 9  | 2,11   | –      | 8   |

| 1 | Herman Onderka     | 4:0 | 500 | 12 | 41,66 | 83,33 | 196 |
| 2 | Philipp Panzenböck | 2:2 | 284 | 18 | 15,77 | 16,66 | 96  |
| 3 | Thomas Riml        | 0:4 | 300 | 24 | 12,50 | –     | 84  |

| 1 | Udo Mielke        | 4:0 | 480 | 22 | 21,81 | 125,00 | 250 |
| 2 | Roland Gusenbauer | 0:4 | 69  | 22 | 3,13  | –      | 12  |

| 1 | Gerhard Ralis   | 4:0 | 451 | 27 | 16,70 | 35,71 | 113 |
| 2 | Karl Kleedorfer | 2:2 | 476 | 23 | 20,69 | 15,62 | 122 |
| 3 | Tore Fill       | 0:4 | 123 | 36 | 3,41  | –     | 22  |

| 1 | Wiljan van den Heuvel | 4:0 | 500 | 30 | 16,66 | 16,66 | 137 |
| 2 | Dennis Olsen          | 2:2 | 216 | 35 | 6,17  | 7,10  | 49  |
| 3 | Peter Pistek          | 0:4 | 125 | 35 | 3,57  | –     | 17  |

| 1 | Arnim Kahofer      | 2:2 | 446 | 6 | 74,33 | 125,00 | 161 |
| 2 | Francisco Fortiana | 2:2 | 252 | 6 | 42,00 | 62,50  | 119 |
| 3 | Peter Volleberg    | 2:2 | 299 | 8 | 37,37 | 62,50  | 122 |

| 1 | Louis Edelin     | 4:0 | 500 | 7  | 71,42 | 83,33 | 177 |
| 2 | Kurt Mastny      | 2:2 | 284 | 15 | 18,93 | 22,72 | 74  |
| 3 | Bernhard Baldauf | 0:4 | 63  | 14 | 4,50  | –     | 15  |

| 1 | Rafael Garcia   | 4:0 | 500 | 9  | 55,55 | 125,00 | 193 |
| 2 | André Vilz      | 2:2 | 149 | 22 | 6,77  | 7,25   | 71  |
| 3 | Thomas Schioler | 0:4 | 171 | 27 | 6,33  | –      | 51  |

### Haupt-Qualifikation
| Abschlusstabelle Gruppe A | Abschlusstabelle Gruppe A | Abschlusstabelle Gruppe A | Abschlusstabelle Gruppe A | Abschlusstabelle Gruppe A | Abschlusstabelle Gruppe A | Abschlusstabelle Gruppe A | Abschlusstabelle Gruppe A | Abschlusstabelle Gruppe A |
| Platz                     | Name                      | MP                        | Pkte                      | Aufn.                     | GD                        | BED                       | HS                        |                           |
| ------------------------- | ------------------------- | ------------------------- | ------------------------- | ------------------------- | ------------------------- | ------------------------- | ------------------------- | ------------------------- |
| 1                         | Michael Hikl              | 3:1                       | 500                       | 5                         | 100,00                    | 250,00                    | 250                       |                           |
| 2                         | Herman Onderka            | 2:2                       | 252                       | 5                         | 50,40                     | 62,50                     | 205                       |                           |
| 3                         | Rafael Garcia             | 1:3                       | 318                       | 8                         | 39,75                     | 62,50                     | 157                       |                           |

| Abschlusstabelle Gruppe B | Abschlusstabelle Gruppe B | Abschlusstabelle Gruppe B | Abschlusstabelle Gruppe B | Abschlusstabelle Gruppe B | Abschlusstabelle Gruppe B | Abschlusstabelle Gruppe B | Abschlusstabelle Gruppe B | Abschlusstabelle Gruppe B |
| Platz                     | Name                      | MP                        | Pkte                      | Aufn.                     | GD                        | BED                       | HS                        |                           |
| ------------------------- | ------------------------- | ------------------------- | ------------------------- | ------------------------- | ------------------------- | ------------------------- | ------------------------- | ------------------------- |
| 1                         | Udo Mielke                | 4:0                       | 500                       | 14                        | 35,71                     | 50,00                     | 158                       |                           |
| 2                         | Henri Tilleman            | 2:2                       | 444                       | 8                         | 55,50                     | 83,33                     | 215                       |                           |
| 3                         | Josef Cervenka            | 0:4                       | 196                       | 12                        | 16,33                     | –                         | 78                        |                           |

| Abschlusstabelle Gruppe C | Abschlusstabelle Gruppe C | Abschlusstabelle Gruppe C | Abschlusstabelle Gruppe C | Abschlusstabelle Gruppe C | Abschlusstabelle Gruppe C | Abschlusstabelle Gruppe C | Abschlusstabelle Gruppe C | Abschlusstabelle Gruppe C |
| Platz                     | Name                      | MP                        | Pkte                      | Aufn.                     | GD                        | BED                       | HS                        |                           |
| ------------------------- | ------------------------- | ------------------------- | ------------------------- | ------------------------- | ------------------------- | ------------------------- | ------------------------- | ------------------------- |
| 1                         | Brahim Djoubri            | 2:2                       | 430                       | 6                         | 71,66                     | 62,50                     | 189                       |                           |
| 2                         | Wiljan van den Heuvel     | 2:2                       | 492                       | 11                        | 44,72                     | 125,00                    | 250                       |                           |
| 3                         | Francisco Fortiana        | 2:2                       | 363                       | 13                        | 27,92                     | 27,77                     | 196                       |                           |

| Abschlusstabelle Gruppe D | Abschlusstabelle Gruppe D | Abschlusstabelle Gruppe D | Abschlusstabelle Gruppe D | Abschlusstabelle Gruppe D | Abschlusstabelle Gruppe D | Abschlusstabelle Gruppe D | Abschlusstabelle Gruppe D | Abschlusstabelle Gruppe D |
| Platz                     | Name                      | MP                        | Pkte                      | Aufn.                     | GD                        | BED                       | HS                        |                           |
| ------------------------- | ------------------------- | ------------------------- | ------------------------- | ------------------------- | ------------------------- | ------------------------- | ------------------------- | ------------------------- |
| 1                         | Xavier Carrer             | 4:0                       | 500                       | 10                        | 50,00                     | 50,00                     | 235                       |                           |
| 2                         | Ad Klijn                  | 2:2                       | 261                       | 7                         | 37,28                     | 125,00                    | 186                       |                           |
| 3                         | Michael Mikkelsen         | 0:4                       | 12                        | 7                         | 1,71                      | –                         | 3                         |                           |

| Abschlusstabelle Gruppe E | Abschlusstabelle Gruppe E | Abschlusstabelle Gruppe E | Abschlusstabelle Gruppe E | Abschlusstabelle Gruppe E | Abschlusstabelle Gruppe E | Abschlusstabelle Gruppe E | Abschlusstabelle Gruppe E | Abschlusstabelle Gruppe E |
| Platz                     | Name                      | MP                        | Pkte                      | Aufn.                     | GD                        | BED                       | HS                        |                           |
| ------------------------- | ------------------------- | ------------------------- | ------------------------- | ------------------------- | ------------------------- | ------------------------- | ------------------------- | ------------------------- |
| 1                         | Gerhard Ralis             | 2:2                       | 375                       | 34                        | 11,02                     | 17,85                     | 104                       |                           |
| 2                         | Patrick Mousel            | 2:2                       | 278                       | 40                        | 6,95                      | 11,65                     | 115                       |                           |
| 3                         | Tamás Szolnoki            | 2:2                       | 134                       | 34                        | 3,94                      | 5,30                      | 43                        |                           |

| Abschlusstabelle Gruppe F | Abschlusstabelle Gruppe F | Abschlusstabelle Gruppe F | Abschlusstabelle Gruppe F | Abschlusstabelle Gruppe F | Abschlusstabelle Gruppe F | Abschlusstabelle Gruppe F | Abschlusstabelle Gruppe F | Abschlusstabelle Gruppe F |
| Platz                     | Name                      | MP                        | Pkte                      | Aufn.                     | GD                        | BED                       | HS                        |                           |
| ------------------------- | ------------------------- | ------------------------- | ------------------------- | ------------------------- | ------------------------- | ------------------------- | ------------------------- | ------------------------- |
| 1                         | Marek Faus                | 4:0                       | 500                       | 3                         | 166,66                    | 250,00                    | 250                       |                           |
| 2                         | Kurt Mastny               | 2:2                       | 255                       | 5                         | 51,00                     | 83,33                     | 224                       |                           |
| 3                         | Xavier Gretillat          | 0:4                       | 52                        | 4                         | 13,00                     | –                         | 30                        |                           |

| Abschlusstabelle Gruppe G | Abschlusstabelle Gruppe G | Abschlusstabelle Gruppe G | Abschlusstabelle Gruppe G | Abschlusstabelle Gruppe G | Abschlusstabelle Gruppe G | Abschlusstabelle Gruppe G | Abschlusstabelle Gruppe G | Abschlusstabelle Gruppe G |
| Platz                     | Name                      | MP                        | Pkte                      | Aufn.                     | GD                        | BED                       | HS                        |                           |
| ------------------------- | ------------------------- | ------------------------- | ------------------------- | ------------------------- | ------------------------- | ------------------------- | ------------------------- | ------------------------- |
| 1                         | Arnim Kahofer             | 2:2                       | 335                       | 9                         | 37,22                     | 62,50                     | 210                       |                           |
| 2                         | Lion de Leeuw             | 2:2                       | 257                       | 8                         | 32,12                     | 62,50                     | 187                       |                           |
| 3                         | Andreas Niehaus           | 2:2                       | 272                       | 9                         | 30,22                     | 50,00                     | 237                       |                           |

| Abschlusstabelle Gruppe H | Abschlusstabelle Gruppe H | Abschlusstabelle Gruppe H | Abschlusstabelle Gruppe H | Abschlusstabelle Gruppe H | Abschlusstabelle Gruppe H | Abschlusstabelle Gruppe H | Abschlusstabelle Gruppe H | Abschlusstabelle Gruppe H |
| Platz                     | Name                      | MP                        | Pkte                      | Aufn.                     | GD                        | BED                       | HS                        |                           |
| ------------------------- | ------------------------- | ------------------------- | ------------------------- | ------------------------- | ------------------------- | ------------------------- | ------------------------- | ------------------------- |
| 1                         | Louis Edelin              | 4:0                       | 500                       | 12                        | 41,66                     | 83,33                     | 218                       |                           |
| 2                         | Milan Raček               | 2:2                       | 457                       | 18                        | 25,38                     | 27,77                     | 204                       |                           |
| 3                         | Karl Kleedorfer           | 0:4                       | 335                       | 12                        | 27,91                     | –                         | 89                        |                           |

## Hauptturnier

### Gruppenphase
| Abschlusstabelle Gruppe A | Abschlusstabelle Gruppe A | Abschlusstabelle Gruppe A | Abschlusstabelle Gruppe A | Abschlusstabelle Gruppe A | Abschlusstabelle Gruppe A | Abschlusstabelle Gruppe A | Abschlusstabelle Gruppe A |
| Platz                     | Name                      | MP                        | Pkt.                      | Aufn.                     | GD                        | BED                       | HS                        |
| ------------------------- | ------------------------- | ------------------------- | ------------------------- | ------------------------- | ------------------------- | ------------------------- | ------------------------- |
| 1                         | Martin Horn               | 5:1                       | 1200                      | 7                         | 171,42                    | 400,00                    | 400                       |
| 2                         | Patrick Andre             | 4:2                       | 807                       | 13                        | 62,07                     | 133,33                    | 390                       |
| 3                         | Marek Faus                | 3:3                       | 813                       | 17                        | 47,82                     | 200,00                    | 255                       |
| 4                         | Gerhard Ralis             | 0:6                       | 320                       | 13                        | 24,61                     | –                         | 156                       |

| Abschlusstabelle Gruppe B | Abschlusstabelle Gruppe B | Abschlusstabelle Gruppe B | Abschlusstabelle Gruppe B | Abschlusstabelle Gruppe B | Abschlusstabelle Gruppe B | Abschlusstabelle Gruppe B | Abschlusstabelle Gruppe B |
| Platz                     | Name                      | MP                        | Pkt.                      | Aufn.                     | GD                        | BED                       | HS                        |
| ------------------------- | ------------------------- | ------------------------- | ------------------------- | ------------------------- | ------------------------- | ------------------------- | ------------------------- |
| 1                         | Fonsy Grethen             | 4:2                       | 802                       | 6                         | 133,66                    | 200,00                    | 399                       |
| 2                         | Philippe Deraes           | 4:2                       | 1045                      | 8                         | 130,62                    | 400,00                    | 400                       |
| 3                         | Arnim Kahofer             | 2:4                       | 465                       | 5                         | 93,00                     | 400,00                    | 400                       |
| 4                         | Xavier Carrer             | 2:4                       | 480                       | 9                         | 53,33                     | 66,66                     | 310                       |

| Abschlusstabelle Gruppe C | Abschlusstabelle Gruppe C | Abschlusstabelle Gruppe C | Abschlusstabelle Gruppe C | Abschlusstabelle Gruppe C | Abschlusstabelle Gruppe C | Abschlusstabelle Gruppe C | Abschlusstabelle Gruppe C |
| Platz                     | Name                      | MP                        | Pkt.                      | Aufn.                     | GD                        | BED                       | HS                        |
| ------------------------- | ------------------------- | ------------------------- | ------------------------- | ------------------------- | ------------------------- | ------------------------- | ------------------------- |
| 1                         | Piet Adrichem             | 4:2                       | 1093                      | 3                         | 364,33                    | 400,00                    | 400                       |
| 2                         | Stephan Horvath           | 4:2                       | 801                       | 4                         | 200,25                    | 400,00                    | 400                       |
| 3                         | Louis Edelin              | 4:2                       | 801                       | 6                         | 133,50                    | 400,00                    | 400                       |
| 4                         | Brahim Djoubri            | 0:6                       | 513                       | 7                         | 73,28                     | –                         | 253                       |

| Abschlusstabelle Gruppe D | Abschlusstabelle Gruppe D | Abschlusstabelle Gruppe D | Abschlusstabelle Gruppe D | Abschlusstabelle Gruppe D | Abschlusstabelle Gruppe D | Abschlusstabelle Gruppe D | Abschlusstabelle Gruppe D |
| Platz                     | Name                      | MP                        | Pkt.                      | Aufn.                     | GD                        | BED                       | HS                        |
| ------------------------- | ------------------------- | ------------------------- | ------------------------- | ------------------------- | ------------------------- | ------------------------- | ------------------------- |
| 1                         | Marc Massé                | 6:0                       | 1200                      | 70                        | 171,42                    | 200,00                    | 398                       |
| 2                         | Wolfgang Zenkner          | 4:2                       | 828                       | 8                         | 103,50                    | 400,00                    | 400                       |
| 3                         | Michael Hikl              | 2:4                       | 689                       | 13                        | 53,00                     | 80,00                     | 206                       |
| 4                         | Udo Mielke                | 0:6                       | 221                       | 8                         | 27,62                     | –                         | 118                       |

### KO-Phase
|  | Viertelfinale Spiel bis 400 Punkte | Viertelfinale Spiel bis 400 Punkte | Viertelfinale Spiel bis 400 Punkte | Viertelfinale Spiel bis 400 Punkte | Viertelfinale Spiel bis 400 Punkte | Viertelfinale Spiel bis 400 Punkte |                 |                 | Halbfinale Spiel bis 400 Punkte | Halbfinale Spiel bis 400 Punkte | Halbfinale Spiel bis 400 Punkte | Halbfinale Spiel bis 400 Punkte | Halbfinale Spiel bis 400 Punkte | Halbfinale Spiel bis 400 Punkte |      |       | Finale Spiel bis 400 Punkte | Finale Spiel bis 400 Punkte | Finale Spiel bis 400 Punkte | Finale Spiel bis 400 Punkte | Finale Spiel bis 400 Punkte | Finale Spiel bis 400 Punkte |
|  |                                    |                                    |                                    |                                    |                                    |                                    |                 |                 |                                 |                                 |                                 |                                 |                                 |                                 |      |       |                             |                             |                             |                             |                             |                             |
|  |                                    | MP                                 | Pkt.                               | Aufn.                              | GD                                 | HS                                 |                 |                 |                                 |                                 |                                 |                                 |                                 |                                 |      |       |                             |                             |                             |                             |                             |                             |
|  |                                    | MP                                 | Pkt.                               | Aufn.                              | GD                                 | HS                                 |                 |                 |                                 |                                 |                                 |                                 |                                 |                                 |      |       |                             |                             |                             |                             |                             |                             |
|  | Martin Horn                        | 2                                  | 400                                | 2                                  | 200,00                             | 315                                |                 |                 |                                 |                                 |                                 |                                 |                                 |                                 |      |       |                             |                             |                             |                             |                             |                             |
|  | Martin Horn                        | 2                                  | 400                                | 2                                  | 200,00                             | 315                                |                 | MP              | Pkt.                            | Aufn.                           | GD                              | HS                              |                                 |                                 |      |       |                             |                             |                             |                             |                             |                             |
|  | Wolfgang Zenkner                   | 0                                  | 58                                 | 2                                  | 29,00                              | 57                                 |                 | MP              | Pkt.                            | Aufn.                           | GD                              | HS                              |                                 |                                 |      |       |                             |                             |                             |                             |                             |                             |
|  | Wolfgang Zenkner                   | 0                                  | 58                                 | 2                                  | 29,00                              | 57                                 | Martin Horn     | 2               | 400                             | 1                               | 400,00                          | 400                             |                                 |                                 |      |       |                             |                             |                             |                             |                             |                             |
|  |                                    | MP                                 | Pkt.                               | Aufn.                              | GD                                 | HS                                 | Martin Horn     | 2               | 400                             | 1                               | 400,00                          | 400                             |                                 |                                 |      |       |                             |                             |                             |                             |                             |                             |
|  |                                    | MP                                 | Pkt.                               | Aufn.                              | GD                                 | HS                                 |                 | Philippe Deraes | 0                               | 0                               | 1                               | 0,00                            | 0                               |                                 |      |       |                             |                             |                             |                             |                             |                             |
|  | Philippe Deraes                    | 2                                  | 400                                | 2                                  | 200,00                             | 398                                |                 | Philippe Deraes | 0                               | 0                               | 1                               | 0,00                            | 0                               |                                 |      |       |                             |                             |                             |                             |                             |                             |
|  | Philippe Deraes                    | 2                                  | 400                                | 2                                  | 200,00                             | 398                                |                 |                 |                                 |                                 |                                 |                                 |                                 | MP                              | Pkt. | Aufn. | GD                          | HS                          |                             |                             |                             |                             |
|  | Piet Adrichem                      | 0                                  | 158                                | 2                                  | 79,00                              | 157                                |                 |                 |                                 |                                 |                                 |                                 |                                 | MP                              | Pkt. | Aufn. | GD                          | HS                          |                             |                             |                             |                             |
|  | Piet Adrichem                      | 0                                  | 158                                | 2                                  | 79,00                              | 157                                | Martin Horn     | 2               | 400                             | 1                               | 400,00                          | 400                             |                                 |                                 |      |       |                             |                             |                             |                             |                             |                             |
|  |                                    | MP                                 | Pkt.                               | Aufn.                              | GD                                 | HS                                 | Martin Horn     | 2               | 400                             | 1                               | 400,00                          | 400                             |                                 |                                 |      |       |                             |                             |                             |                             |                             |                             |
|  |                                    | MP                                 | Pkt.                               | Aufn.                              | GD                                 | HS                                 |                 | Stephan Horvath | 0                               | 4                               | 1                               | 4,00                            | 4                               |                                 |      |       |                             |                             |                             |                             |                             |                             |
|  | Stephan Horvath                    | 2                                  | 400/40/40/1                        | 1                                  | 400,00                             | 400                                |                 | Stephan Horvath | 0                               | 4                               | 1                               | 4,00                            | 4                               |                                 |      |       |                             |                             |                             |                             |                             |                             |
|  | Stephan Horvath                    | 2                                  | 400/40/40/1                        | 1                                  | 400,00                             | 400                                |                 | MP              | Pkt.                            | Aufn.                           | GD                              | HS                              |                                 |                                 |      |       |                             |                             |                             |                             |                             |                             |
|  | Fonsy Grethen                      | 0                                  | 400/40/40/0                        | 1                                  | 400,00                             | 400                                |                 | MP              | Pkt.                            | Aufn.                           | GD                              | HS                              |                                 |                                 |      |       |                             |                             |                             |                             |                             |                             |
|  | Fonsy Grethen                      | 0                                  | 400/40/40/0                        | 1                                  | 400,00                             | 400                                | Stephan Horvath | 2               | 400                             | 1                               | 400,00                          | 400                             |                                 |                                 |      |       |                             |                             |                             |                             |                             |                             |
|  |                                    | MP                                 | Pkt.                               | Aufn.                              | GD                                 | HS                                 | Stephan Horvath | 2               | 400                             | 1                               | 400,00                          | 400                             |                                 |                                 |      |       |                             |                             |                             |                             |                             |                             |
|  |                                    | MP                                 | Pkt.                               | Aufn.                              | GD                                 | HS                                 |                 | Patrick Andre   | 0                               | 0                               | 1                               | 0,00                            | 0                               |                                 |      |       |                             |                             |                             |                             |                             |                             |
|  | Marc Massé                         | 0                                  | 400/18                             | 1                                  | 400,00                             | 400                                |                 | Patrick Andre   | 0                               | 0                               | 1                               | 0,00                            | 0                               |                                 |      |       |                             |                             |                             |                             |                             |                             |
|  | Marc Massé                         | 0                                  | 400/18                             | 1                                  | 400,00                             | 400                                |                 |                 |                                 |                                 |                                 |                                 |                                 |                                 |      |       |                             |                             |                             |                             |                             |                             |
|  | Patrick Andre                      | 2                                  | 400/40                             | 1                                  | 400,00                             | 400                                |                 |                 |                                 |                                 |                                 |                                 |                                 |                                 |      |       |                             |                             |                             |                             |                             |                             |
|  | Patrick Andre                      | 2                                  | 400/40                             | 1                                  | 400,00                             | 400                                |                 |                 |                                 |                                 |                                 |                                 |                                 |                                 |      |       |                             |                             |                             |                             |                             |                             |

| Name             | MP  | Pkte. | Aufn. | GD     | HS  |
| ---------------- | --- | ----- | ----- | ------ | --- |
| Spiel um Platz 3 |     |       |       |        |     |
| Philippe Deraes  | 2:0 | 400   | 1     | 400,00 | 400 |
| Patrick Andre    | 0:2 | 322   | 1     | 322,00 | 322 |

## Abschlusstabelle
| MP    | Match Points (Sieger = 2; Unentschieden = 1; Verlierer = 0) |
| Pkte. | Erzielte Karambolagen                                       |
| Aufn. | Benötigte Versuche                                          |
| GD    | Generaldurchschnitt                                         |
| BED   | Bester Einzeldurchschnitt eines Spielers                    |
| HS    | Höchstserie                                                 |
|       | Bester GD des Turniers                                      |
|       | Bester ED des Turniers                                      |
|       | Beste HS des Turniers                                       |
|       | 1. Platz (Gold)                                             |
|       | 2. Platz (Silber)                                           |
|       | 3. Platz (Bronze)                                           |

| Phase           | Platz                                 | Name             | MP   | Pkt. | Aufn. | GD     | BED    | HS  |
| --------------- | ------------------------------------- | ---------------- | ---- | ---- | ----- | ------ | ------ | --- |
| Finale          | 1                                     | Martin Horn      | 11:1 | 2400 | 11    | 218,18 | 400,00 | 400 |
| Finale          | 2                                     | Stephan Horvath  | 8:4  | 1605 | 7     | 229,28 | 400,00 | 400 |
| Halb- finale    | 3                                     | Philippe Deraes  | 8:4  | 1845 | 12    | 153,75 | 400,00 | 400 |
| Halb- finale    | 4                                     | Patrick Andre    | 6:6  | 1539 | 18    | 85,50  | 133,33 | 390 |
| Viertel- finale | 5                                     | Marc Massé       | 6:2  | 1600 | 10    | 160,00 | 200,00 | 398 |
| Viertel- finale | 6                                     | Piet Adrichem    | 4:4  | 1251 | 5     | 250,20 | 400,00 | 400 |
| Viertel- finale | 7                                     | Fonsy Grethen    | 4:4  | 1202 | 7     | 171,71 | 200,00 | 400 |
| Viertel- finale | 8                                     | Wolfgang Zenkner | 4:4  | 886  | 10    | 88,60  | 400,00 | 400 |
| Gruppen- phase  | 9                                     | Louis Edelin     | 4:2  | 801  | 6     | 133,50 | 400,00 | 400 |
| Gruppen- phase  | 10                                    | Marek Faus       | 3:3  | 813  | 17    | 47,82  | 200,00 | 255 |
| Gruppen- phase  | 11                                    | Arnim Kahofer    | 2:4  | 465  | 5     | 93,00  | 400,00 | 400 |
| Gruppen- phase  | 12                                    | Michael Hikl     | 2:4  | 689  | 13    | 53,00  | 80,00  | 206 |
| Gruppen- phase  | 13                                    | Xavier Carrer    | 2:4  | 480  | 9     | 53,33  | 66,66  | 310 |
| Gruppen- phase  | 14                                    | Brahim Djoubri   | 0:6  | 513  | 7     | 73,28  | –      | 253 |
| Gruppen- phase  | 15                                    | Udo Mielke       | 0:6  | 221  | 8     | 27,62  | –      | 118 |
| Gruppen- phase  | 16                                    | Gerhard Ralis    | 0:6  | 320  | 13    | 24,61  | –      | 156 |
| Gruppen- phase  | Turnierdurchschnitt: Endrunde: 105,25 |                  |      |      |       |        |        |     |